# Le-jie (Kuang-si)
Okres Le-jie (čínsky v českém přepisu Le-jie sian, pchin-jinem Lèyè Xiàn, znaky 乐业县) je okres v Čínské lidové republice. Patří pod městskou prefekturu Paj-se na západě čuangské autonomní oblasti Kuang-si. Plocha okresu je 2617 čtverečních kilometrů a k roku 2010 měl 157 tisíc obyvatel. Jeho správním střediskem je městys Tchung-le.
V dubnu 2012 se zde konalo mistrovství Asie ve sportovním lezení.